# Mateo Inurria
Mateo Inurria (Córdova, 1867 — Madrid, 1924) foi um conhecido e importante escultor espanhol.

## Biografia

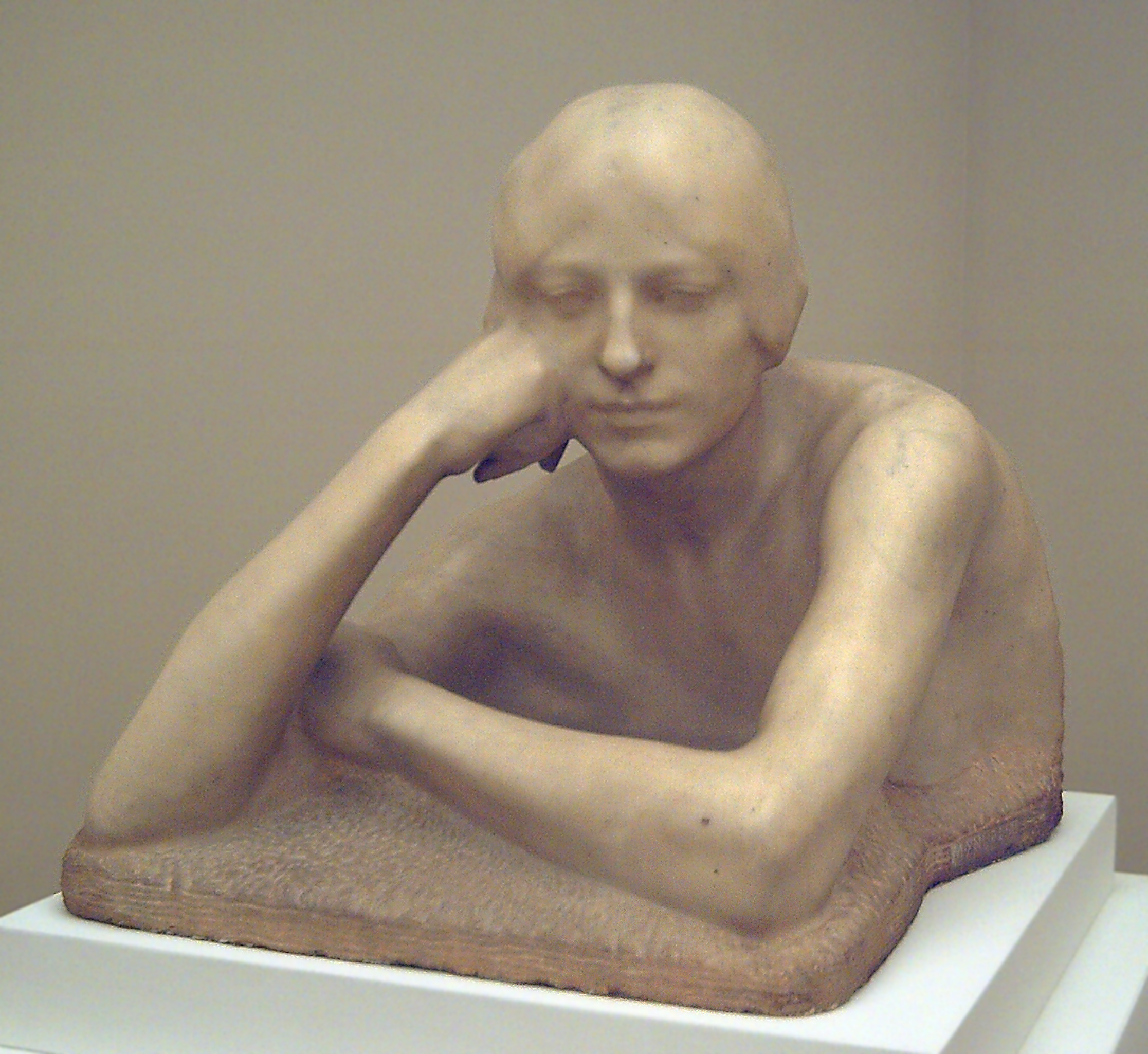
M. Inurria: Sonho (1922, R.A.B.A.S.F., Madrid).

Inurria começou a sua carreira artística quando jovem, por incentivo do seu pai, que era um aficcionado pelas artes, principalmente pela pintura. 
Continuou a sua formação na Escola de Belas Artes de Córdova, uma das mais activas do país, e, em 1884, completou-a, ingressando na famosa Real Academia de Belas-Artes de São Fernando.
Inurria projectou a estátua em homenagem a Lope de Vega, inaugurada a 5 de Junho de 1902, em Madrid, na famosa Praça da Encarnação.
Em 1919 participou na Exposição Hispano-Francesa e, em 1920, dois anos antes de morrer, recebeu a Medalha de Honor da Exposição Nacional de Belas Artes.
Em 1922 Inurria concebeu também o Monumento a Eduardo Rosales. Moreu em 1924.